# Brendan O'Neill
Brendan O'Neill är en brittisk opinionsbildare och skribent. Han var redaktör för magasinet Spiked från 2007 till september 2021, och är idag dess "chief political writer". O'Neill har skrivit kolumner för The Australian, The Big Issue, och The Spectator.
O'Neill kallar sig själv marxistisk libertarian.